# Chamaemeles
Chamaemeles là một chi thực vật trong họ Rosaceae. Chi này chỉ gồm 2 loài.

## Các loài
- Chamaemeles coriacea
- Chamaemeles mexicana